# Atelopus
Atelopus és un gènere d'amfibis que es troba a l'àrea compresa entre Costa Rica, Bolívia i la Guaiana Francesa.

## Taxonomia
| Nom comú | Nom binomial                                                                                                   | Observacions |
| -------- | --- | --- |
|          | Atelopus andinus (Rivero, 1968)                                                                                | Viu al Perú. |
|          | Atelopus angelito (Ardila-Robayo and Ruiz-Carranza, 1998)                                                      | Viu a Colòmbia |
|          | Atelopus arsyecue (Rueda-Almonacid, 1994)                                                                      | Viu a Colòmbia. Està amenaçada d'extinció per la pèrdua del seu hàbitat natural. |
|          | Atelopus arthuri (Peters, 1973)                                                                                | Viu a l'Equador. Està amenaçada d'extinció per la pèrdua del seu hàbitat natural. |
|          | Atelopus balios (Peters, 1973)                                                                                 | Viu a l'Equador. Està amenaçada d'extinció per la pèrdua del seu hàbitat natural. |
|          | Atelopus bomolochos (Peters, 1973)                                                                             | Viu a l'Equador. Està amenaçada d'extinció per la pèrdua del seu hàbitat natural. |
|          | Atelopus boulengeri (Peracca, 1904)                                                                            | |
|          | Atelopus carauta (Ruiz-Carranza & Hernández-Camacho, 1978)                                                     | |
|          | Atelopus carbonerensis (Rivero, 1974)                                                                          | |
|          | Atelopus carrikeri (Ruthven, 1916)                                                                             | |
|          | Atelopus certus (Barbour, 1923)                                                                                | |
|          | Atelopus chiriquiensis (Shreve, 1936)                                                                          | |
|          | Atelopus chocoensis (Lötters, 1992)                                                                            | |
|          | Atelopus chrysocorallus (La Marca, 1996)                                                                       | |
|          | Atelopus coynei (Miyata, 1980)                                                                                 | |
|          | Atelopus cruciger (Lichtenstein & Martens, 1856)                                                               | |
|          | Atelopus dimorphus (Lötters, 2003)                                                                             | |
|          | Atelopus ebenoides (Rivero, 1963)                                                                              | |
|          | Atelopus elegans (Boulenger, 1882)                                                                             | |
|          | Atelopus epikeisthos (Lötters, Schulte & Duellman, 2005)                                                       | |
|          | Atelopus erythropus (Boulenger, 1903)                                                                          | |
|          | Atelopus eusebianus (Rivero & Granados-Díaz, 1993)                                                             | |
|          | Atelopus exiguus (Boettger, 1892)                                                                              | |
|          | Atelopus famelicus (Rivero & Morales, 1995)                                                                    | |
|          | Atelopus farci (Lynch, 1993)                                                                                   | |
|          | Atelopus flavescens (Duméril & Bibron, 1841)                                                                   | |
|          | Atelopus franciscus (Lescure, 1974)                                                                            | |
|          | Atelopus galactogaster (Rivero & Serna, 1993)                                                                  | |
|          | Atelopus glyphus (Dunn, 1931)                                                                                  | |
|          | Atelopus guanujo (Coloma, 2002)                                                                                | |
|          | Atelopus guitarraensis (Osorno-Muñoz, Ardila-Robayo & Ruiz-Carranza, 2001)                                     | |
|          | Atelopus halihelos (Peters, 1973)                                                                              | |
|          | Atelopus ignescens (Cornalia, 1849)                                                                            | |
|          | Atelopus laetissimus (Ruiz-Carranza, Ardila-Robayo & Hernández-Camacho, 1994)                                  | |
|          | Atelopus limosus (Ibáñez, Jaramillo & Solís, 1995)                                                             | |
|          | Atelopus longibrachius (Rivero, 1963)                                                                          | |
|          | Atelopus longirostris (Cope, 1868)                                                                             | |
|          | Atelopus lozanoi (Osorno-Muñoz, Ardila-Robayo & Ruiz-Carranza, 2001)                                           | |
|          | Atelopus lynchi (Cannatella, 1981)                                                                             | |
|          | Atelopus mandingues (Osorno-Muñoz, Ardila-Robayo & Ruiz-Carranza, 2001)                                        | |
|          | Atelopus mindoensis (Peters, 1973)                                                                             | |
|          | Atelopus minutulus (Ruiz-Carranza, Hernández-Camacho & Ardila-Robayo, 1988)                                    | |
|          | Atelopus mittermeieri (Acosta-Galvis, Rueda-Almonacid, Velásquez-Álvarez, Sánchez-Pacheco & Peña Prieto, 2006) | |
|          | Atelopus monohernandezii (Ardila-Robayo, Osorno-Muñoz & Ruiz-Carranza, 2002)                                   | És endèmica de Colòmbia. El seu hàbitat natural inclou montans secs i rius. |
|          | Atelopus mucubajiensis (Rivero, 1974)                                                                          | |
|          | Atelopus muisca (Rueda-Almonacid & Hoyos, 1992)                                                                | |
|          | Atelopus nahumae (Ruiz-Carranza, Ardila-Robayo & Hernández-Camacho, 1994)                                      | |
|          | Atelopus nanay (Coloma, 2002)                                                                                  | |
|          | Atelopus nepiozomus (Peters, 1973)                                                                             | |
|          | Atelopus nicefori (Rivero, 1963)                                                                               | |
|          | Atelopus onorei (Coloma, Lötters, Duellman & Miranda-Leiva, 2007)                                              | |
|          | Atelopus oxyrhynchus (Boulenger, 1903)                                                                         | |
|          | Atelopus pachydermus (Schmidt, 1857)                                                                           | |
|          | Atelopus palmatus (Andersson, 1945)                                                                            | |
|          | Atelopus pedimarmoratus (Rivero, 1963)                                                                         | |
|          | Atelopus peruensis (Gray & Cannatella, 1985)                                                                   | |
|          | Atelopus petersi (Coloma, Lötters, Duellman & Miranda-Leiva, 2007)                                             | És endèmica de l'Equador. El seu hàbitat natural inclou montans secs, i rius. Està amenaçada d'extinció per la pèrdua del seu hàbitat natural i probablement extinta. No s'ha vist cap exemplar des de la dècada de 1980. |
|          | Atelopus petriruizi (Ardila-Robayo, 1999)                                                                      | |
|          | Atelopus pictiventris (Kattan, 1986)                                                                           | |
|          | Atelopus pinangoi (Rivero, 1982)                                                                               | |
|          | Atelopus planispina (Jiménez de la Espada, 1875)                                                               | |
|          | Atelopus pulcher (Boulenger, 1882)                                                                             | |
|          | Atelopus pyrodactylus (Venegas & Barrio, 2006)                                                                 | |
|          | Atelopus quimbaya (Ruiz-Carranza & Osorno-Muñoz, 1994)                                                         | |
|          | Atelopus reticulatus (Lötters, Haas, Schick & Böhme, 2002)                                                     | |
|          | Atelopus sanjosei (Rivero & Serna, 1989)                                                                       | |
|          | Atelopus seminiferus (Cope, 1874)                                                                              | |
|          | Atelopus senex (Taylor, 1952)                                                                                  | |
|          | Atelopus sernai (Ruiz-Carranza & Osorno-Muñoz, 1994)                                                           | |
|          | Atelopus simulatus (Ruiz-Carranza & Osorno-Muñoz, 1994)                                                        | |
|          | Atelopus siranus (Lötters &Henzl, 2000)                                                                        | |
|          | Atelopus sonsonensis (Vélez-Rodriguez & Ruiz-Carranza, 1997)                                                   | |
|          | Atelopus sorianoi (La Marca, 1983)                                                                             | |
|          | Atelopus spumarius (Cope, 1871)                                                                                | |
|          | Atelopus spurrelli (Boulenger, 1914                                                                            | |
|          | Atelopus subornatus (Werner, 1899)                                                                             | |
|          | Atelopus tamaensis (La Marca, García-Pérez & Renjifo, 1990)                                                    | |
|          | Atelopus tricolor (Boulenger, 1902)                                                                            | |
|          | Atelopus varius (Lichtenstein & Martens, 1856)                                                                 | |
|          | Atelopus vogli (Müller, 1934)                                                                                  | |
|          | Atelopus walkeri (Rivero, 1963)                                                                                | |
|          | Atelopus zeteki (Dunn, 1933)                                                                                   | |